# Ma vie avec Mozart
 (novembre 2022).
Il peut être nécessaire de l'améliorer pour respecter le principe de neutralité de point de vue. 

Ma vie avec Mozart est un roman épistolaire d'Éric-Emmanuel Schmitt sorti en 2005.

## Résumé
À quinze ans, Éric-Emmanuel Schmitt est dépressif et songe à se suicider. C'est à ce moment qu'il entend par hasard les répétitions des Noces de Figaro, il reprend le goût à la vie. À travers les lettres qu'il écrit à Mozart, il renaît et explique ces petits plaisirs de la vie qu'il ne voyait pas quand il avait quinze ans. Ainsi, à chaque étape de sa vie, à chaque moment difficile, il demande conseil au musicien prodige qu'il considère comme l'un des plus grands artistes de tous les temps. À chaque fois, Mozart lui apportera réponse ou réconfort, ce qui ne fera que décupler l'admiration que l'auteur lui porte. Ce long dialogue permet donc à Schmitt de s'interroger, d'être rassuré, de repenser le monde, et finalement, d'y vivre mieux.

## Représentations
- 2006 : Ma vie avec Mozart d'Éric-Emmanuel Schmitt, fantaisie en paroles et musique mise en scène par Christophe Lidon, avec Didier Sandre, au Théâtre Montparnasse à Paris[2].

- 2010/2012 : Ma vie avec Mozart de et avec Éric-Emmanuel Schmitt, Julien Alluguette et l'Orchestre Symphonique de Lyon, Cité internationale de Lyon, Forum de Liège, Palais des Beaux-Arts de Bruxelles, Halles aux Grains de Toulouse, Opéra de Rennes, Sébastopol de Lille, Grand Théâtre d'Aix-en-Provence, Salle Gaveau de Paris[3]...

## Éditions
Édition imprimée originale
- Éric-Emmanuel Schmitt, Ma vie avec Mozart, Paris, éd. Albin Michel, 12 octobre 2015, 180 p., 14cm x 20cm (ISBN 978-2-226-16820-7 et 2-226-16820-6)

Édition imprimée au format de poche
- Éric-Emmanuel Schmitt, Mes maîtres de bonheur, Paris, Librairie générale française, coll. « Le Livre de poche », 2 novembre 2017, 224 p. (ISBN 978-2-253-07340-6)